# Картер, Мел
Мел Картер (англ. Mel Carter; родился 22 апреля 1943, Цинциннати, Огайо) — американский певец.
Работы Картера были совершенно не похожи на соул, исполняемый другими артистами в те же годы. Мел Картер начал записываться на лейбле SAR в начале шестидесятых, коммерческий успех пришёл к нему в середине десятилетия с лейблом Imperial Records. В то время он записывал поп-баллады средней популярности. Его самым большим успехом стал хит «Hold Me, Thrill Me, Kiss Me», попавший в Top 10 Billboard Hot 100 в 1965 году. Он разошёлся тиражом более миллиона копий и был награждён золотым диском. Первым же хитом Мела Картрера стала записанная в 19 лет в 1962 году песня «When a Boy Falls in Love». Другими известными его песнями стали «Band of Gold» и «All of a Sudden My Heart Sings», которые так же попали в Top 40 в 1966 году.
Но «Hold Me, Thrill Me, Kiss Me» является песней, из-за которой Картера помнят и спустя десятилетия. Так, например, она исполняется в фильме «Мы были солдатами».
Позже Картер как артист участвовал в телевизионных программах, таких как Quincy, M.E., Sanford and Son, Доктор Маркус Уэлби, The Eddie Capra Mysteries, CHiPs и Частный детектив Магнум, а также снялся в таких фильмах, как Friday Foster (1975), Chesty Anderson, USN (1976), American Raspberry (1977) и Angel (1984).